# لیکوی تیره‌رنگ
لیکوی تیره‌رنگ (نام علمی: Turdoides tenebrosa) نام یک گونه از سرده لیکوها است.